# Оган, Синан
Синан Оган (тур. Sinan Oğan, азерб. Sinan Oğan; род. 1 сентября 1967, Ыгдыр) — турецкий политический деятель. В 2011—2015 годах был членом Великого национального собрания Турции от Партии националистического движения. Кандидат в президенты Турции на выборах 2023 года от альянса ATA.

## Биография
Родился 1 сентября 1967 года (по собственным заявлениям — 14 марта 1969) в Ыгдыре в азербайджанской семье. Возможно является мусульманином-шиитом, хотя он не практикует. В 1989 году окончил университет Мармара. В 1993—2000 годах работал заместителем декана Азербайджанского государственного экономического университета. В 1994—1998 годах являлся представителем Турецкого агентства по сотрудничеству и координации.
В 2000 году вернулся в Турцию, работал в Центре евразийских стратегических исследований, где специализировался по Кавказу. В 2004 году создал и возглавил Центр международных отношений и стратегического анализа TÜRKSAM.
В 2015 году был исключён из Партии националистического движения. Обжаловал это решение в суде, в ноябре того же года был восстановлен, но в марте 2017 года был вновь исключён из партии. Оган, как и в прошлый раз, пытался оспорить это решение в суде, но на этот раз его иск был отклонён. Поводом к исключению Огана из партии стали его высказывания, в которых он критиковал политику партии. Впрочем, настоящей причиной могла стать претензия Огана на лидерство в ПНД, которую уже долгое время возглавляет Девлет Бахчели.
В качестве руководителя TÜRKSAM принимал участие в работе клуба «Валдай».
На выборах президента Турции в 2023 году выдвинут кандидатом от правого блока, набрал 5,22 процента голосов и не прошёл во второй тур, но получил от СМИ прозвище «создателя королей», так как именно его электорат решит исход избирательной кампании во втором туре. Накануне второго тура Оган призвал своих сторонников голосовать за Эрдогана.
Написал ряд книг и более 500 статей.

## Награды и премии
- Медаль «Прогресс» (4 июля 2011 года, Азербайджан) — за заслуги в области укрепления дружбы между народами и развития азербайджанской диаспоры[15][16].
- Лауреат премий газеты «Milliyet» (1992) и университета Мармара (1993).
- В 2011 и 2013 годах становился «парламентарием года»[17].
- В 2009 году получил степень кандидата политических наук в российском университете МГИМО[18][13].